# Jeff Turner
Jeffrey Steven Turner (Bangor, 9 de abril de 1962) é um ex-jogador de basquete norte-americano.